# Писта
Писта (Пистойоки, Валда, Пистаёки, Pistojoki) — 
река, вытекающая из Финляндии и впадающая в озеро Верхнее Куйто в Карелии. Река протекает по территории Лоухского и Калевальского районов в северной части Карелии. Один из истоков реки Кемь (бассейн Белого моря). Длина реки составляет 110 км, площадь водосборного бассейна 3190 км².
Исток реки — это озеро Йоукамоярви в Финляндии. В верхнем течении протекает параллельно дороге Пяозерский — государственная граница (пункт пропуска Суоперя). Устье реки — озеро Верхнее Куйто.
Питание реки преимущественно снеговое и дождевое. Среднегодовой расход воды — до оз. Пистаярви — 22 м³/с, в истоке реки из оз. Пистаярви — 37 м³/с, в устье — 44 м³/с. Средний уклон межозёрных участков — 1,7 м/км. Общее падение от озера Йоукамоярви до оз. Верхнее Куйто составляет 150 м.
Населённые пункты в прибрежной зоне: деревни Кушеванда и Тихтозеро. Река не судоходна.

## Пороги
На реке более 30 водных препятствий, основные из них:
- пор. Падун;
- пор. Межозёрный;
- пор. Семиповоротный;
- пор. Курки;
- пор. Фурляляй;
- пор. Имисев;
- пор. Талии;
- пор. Хирви;
- пор. Поалла (Паолла).

Река Пистайоки представляет большой спортивный интерес для водного туризма.

## Бассейн

### Притоки
(от устья к истоку)
- Ривийоки (левый, впадает в озеро Поалла)
- Хирвийоки (левый) и Чёрный (правый) — впадают в озеро Корпиярви
- Иойоки (левый)
- протоки из озёр Кайналайненъярви (левый) и Анкиярви (правый) — впадают в озеро Вайкульское
- Хаукийоки, Вожма, Шарви (все — правые), Охта (левый) — впадают в озеро Пистаярви
- Винка (правый)
- Кушайоки (правый)

### Озёра
Писта протекает через озёра:
- Кимасъярви
- Мандуярви
- Хирвасъярви
- Пистаярви
- Вихельтаярви
- Муасъярви
- Вайкульское
- Корпиярви
- Торайсъярви

Кроме озёр бассейна озера Пистаярви к бассейну Писты также принадлежат озёра:
- Шаориярви
- Анкиярви
- Енгуярви
- Хирвисъярви
- Кангиярви
- Хирмушъярви
- Падашулкаярви
- Кайналайненъярви

## Данные водного реестра
По данным государственного водного реестра России относится к Баренцево-Беломорскому бассейновому округу, водохозяйственный участок реки — Кемь от истока до Юшкозерского гидроузла, включая озёра Верхнее, Среднее и Нижнее Куйто. Речной бассейн реки — бассейны рек Кольского полуострова и Карелии, впадает в Белое море.
Код объекта в государственном водном реестре — 02020000812102000003236.